# Diensthunde in Konzentrationslagern
Diensthunde in Konzentrationslagern kamen verstärkt ab 1942 zur Bewachung der KZ-Häftlinge zum Einsatz. Unter zentraler Verantwortlichkeit des Wirtschafts- und Verwaltungshauptamtes (WVHA) der SS wurden Hundeführer und Diensthunde ausgebildet. Zahlreiche Berichte von Häftlingen dokumentieren den Einsatz von Hunden zum Aufspüren Geflohener ebenso wie die Verletzung und Ermordung Gefangener durch Hunde.

## Privathunde und Diensthunde
Bei Militär und Polizei des Deutschen Reiches wurden bereits vor dem Ersten Weltkrieg Hunde eingesetzt. In der nationalsozialistischen Diktatur wurde das Diensthundewesen in der Polizei erheblich ausgebaut, nachdem Heinrich Himmler 1936 zum Chef der Deutschen Polizei ernannt wurde. Es bestanden mindestens zwei Diensthundeschulen der Polizei, so die der Sicherheitspolizei in Rahnsdorf und eine Einrichtung der Ordnungspolizei in Grünheide.
Über den Beginn eines systematischen Einsatzes von Hunden zur Bewachung der KZ-Häftlinge liegen keine gesicherten Erkenntnisse vor. Überliefert sind Befehle aus einzelnen Konzentrationslagern, in denen die Haltung von Privathunden verboten wurde. Der Kommandant des KZ Buchenwald, Karl Otto Koch, verbot im August 1937 die Haltung von Hunden im Bereich des Konzentrationslagers und erlaubte, unbeaufsichtigte Hunde im Lagerbereich zu erschießen. Koch gestattete zugleich einem SS-Obersturmführer die weitere Haltung eines Hundes, da dieser zum Spürhund ausgebildet werden sollte. Vermutlich waren in den Anfängen des Konzentrationslagersystems die Übergänge zwischen privater und dienstlicher Hundehaltung fließend.
Von Lagerkommandanten ist die Haltung von Privathunden bekannt, die Häftlinge töteten: Ralf und Rolf, die beiden Hunde des Kommandanten des KZ Plaszow, Amon Göth, bissen viele Häftlinge zu Tode. Barry, der Hund des Kommandanten des Vernichtungslagers Treblinka, Kurt Franz, warf nach Aussagen Überlebender weniger kräftige Häftlinge zu Boden und zerfleischte diese bis zur Unkenntlichkeit.

## Diensthunde ab 1942

### Beauftragter für das Diensthundewesen beim Reichsführer SS
Im Frühjahr 1942 wurde die Verwaltung der Konzentrationslager neu organisiert. Hintergrund war die neue Funktion der Konzentrationslager, die nunmehr als Arbeitskräftereservoir insbesondere für die Rüstungsindustrie dienten. Hierdurch entstand bis Kriegsende eine Vielzahl von KZ-Außenlagern, die neue, flexiblere Formen der Häftlingsbewachung realisierten. Zudem machte sich innerhalb der SS eine zunehmende Personalknappheit bemerkbar, die einerseits durch die hohen Verluste der Waffen-SS nach dem deutschen Angriff auf die UdSSR, andererseits durch die rasch ansteigende Zahl der KZ-Häftlinge bedingt war.
Himmler ordnete am 15. Mai 1942 eine Reorganisation des Diensthundewesens aller SS- und Polizeiinstitutionen an und setzte hierzu einen „Beauftragten für das Diensthundewesen beim Reichsführer SS“ ein. Diensthundebeauftragter wurde der SS-Standartenführer Franz Mueller, ein führender deutscher Kynologe. Oswald Pohl, Chef des Wirtschafts- und Verwaltungshauptamtes (WVHA) der SS, ließ in seinem Amt am 23. Juli 1942 eine eigene Hauptabteilung DI/6 „Schutz- und Suchhunde“ einrichten. Aufgaben dieser Hauptabteilung waren die Beschaffung, Zucht und Ausbildung von Hunden, die Ausbildung von Hundeführern und Veterinärangelegenheiten. Standartenführer Mueller übernahm nebenamtlich die Leitung dieser Hauptabteilung, sein Vertreter war der SS-Hauptsturmführer August Harbaum. Himmler äußerte 1943 seine Vorstellungen über den Einsatz von Hunden in Konzentrationslagern:

„Hunde, die an der Außenseite der Lager revieren, müssen zu derartig reißenden Bestien erzogen werden, so wie es die Hetzhunde in Afrika sind. Sie müssen so abgerichtet sein, daß sie mit Ausnahme ihres Wärters jeden anderen zerreißen. Dementsprechend müssen die Hunde gehalten werden, damit kein Unglück passieren kann. Sie sind eben nur bei Dunkelheit heranzulassen, wenn das Lager geschlossen ist und müssen morgens wieder eingefangen werden.“

Rudolf Höß, Kommandant von Auschwitz und ab Ende 1943 als Leiter des Amtes DI im WVHA mit Diensthundangelegenheiten befasst, berichtete über weitere Vorstellungen Himmlers:

„Ihm selbst schwebte dauernd vor, man müßte Hunde so abrichten können, daß sie die Häftlinge ähnlich wie eine Schafherde ständig umkreisen und eine Flucht so verhindern könnten. Ein Posten mit mehreren Hunden müßte so in der Lage sein, bis zu hundert Häftlinge sicher zu bewachen.“

### Hunde-Lehr- und Versuchsabteilung in Sachsenhausen
Ebenfalls auf die Initiative Oswald Pohls ging die Einrichtung der „Hunde-Lehr- und Versuchsabteilung“ (LVA) im Juni 1942 auf dem Gelände des KZ Sachsenhausen zurück. Im Juli 1942 wurde die Abteilung als zentrale Einrichtung der Waffen-SS zugeordnet; anfänglich waren ihr 75 SS-Angehörige sowie 60 Hunde zugeteilt. In Sachsenhausen entstanden bis 1943 Zwingeranlagen für etwa 200 Hunde sowie mehrere Baracken als Unterkunfts- und Ausbildungsräume.
Zu den Aufgaben der LVA zählten die Ausbildung von Hunden sowie die Veranstaltung von Lehrgängen für Hundeführer gleichermaßen aus der Waffen-SS wie den Konzentrationslagern. Ab 1943 wurden zudem Veterinärgehilfen ausgebildet. Die von den Konzentrationslagern zur Ausbildung nach Sachsenhausen geschickten SS-Angehörigen erwiesen sich als nicht immer geeignet. Im März 1944 beklagte sich die Abteilung DI/6 des WVHA in einem Rundschreiben an die Kommandanten der Konzentrationslager, „daß es bei einem erheblichen Teil der Männer an ausreichender Intelligenz, an wirklichem Interesse sowie an echter Liebe zum Tier mangelte.“ Hunde wurden in der LVA zu unterschiedlichen Zwecken ausgebildet: Sowohl als Begleit- oder Schutzhund, Wachhund oder Fährtenhund. In fortlaufenden Versuchen erprobte die LVA Möglichkeiten, durch den Einsatz von Hunden weniger Personal bei der Bewachung der Konzentrationslager und Arbeitsstellen einzusetzen.

### Hundeeinsatz in Konzentrationslagern
Der Einsatz von Hunden konzentrierte sich auf die Lager selbst sowie auf große Arbeitskommandos, etwa in Fabriken. Hunde dienten dabei als Instrument zur Bewachung der Häftlinge, zur Suche nach Geflohenen und als Waffe, die Häftlinge verletzten oder töten konnte. Ein Schwerpunkt in der Ausbildung der Hunde lag in der Suche nach geflohenen Gefangenen. Laut einem Rundschreiben des WVHA wurde folgendes Verhalten der Hunde angestrebt: „Bei der Streifenarbeit (Stöbern) soll der Hund den Täter stellen und verbellen, soweit dieser mit erhobenen Händen stillsteht. Flieht jedoch der Täter, greift er den Hund an oder macht er auch nur Abwehrbewegungen, so soll der Hund rücksichtslos beißen.“ In der Praxis dürfte für die Hundeführer Handlungsfreiheit bestanden haben, da die tatsächliche Körperhaltung des Flüchtlings im Nachgang kaum zu klären war.
Als Hunderassen wurden überwiegend Schäferhunde, Airedale Terrier, Dobermänner sowie Boxer eingesetzt. Boxer erwiesen sich dabei aus Sicht der SS als weniger geeignet: Dem im SS-Sonderlager Hinzert vorhandenen Boxer wurde unzuverlässige Unterordnung, unbrauchbares Aufnehmen von Fährten bei sehr guten Leistungen beim Zubeißen im Schutzdienst bescheinigt. Im Juli 1944 wurde die Zucht reinrassiger Boxer untersagt.
Bei der Unterbringung der Hunde im Lagergelände sollten die Hunde keinen Sichtkontakt zu den KZ-Häftlingen haben. Dies beruhte auf der Vorstellung, dass „die durch die Abrichtung verknüpfte feindliche Einstellung gegenüber den Häftlingen in Lagerkleidung nicht abgestumpft wird. Aus diesem Grund darf auch der Hund im Lager niemals frei herumlaufen.“ Deshalb war auch der Einsatz von Häftlingen zur Pflege des Hundes und zur Reinigung von Zwingern untersagt. Trotz angedrohter strenger Strafen wurde dieses Verbot von den SS-Angehörigen in den Lagern häufig missachtet. Für die LVA in Sachsenhausen ist belegt, dass zahlreiche KZ-Häftlinge zu Hilfsarbeiten herangezogen wurden. Häftlinge, die aus Hunger Zugriff auf das Hundefutter nahmen, wurden in Strafkompanien eingewiesen. Ein Häftling des Außenlagers Wiener Neudorf berichtete nach Kriegsende, der dortige Lagerführer Kurt Emil Schmutzler habe seinen Privathund erschossen, nachdem der Hund seinen Kopf auf das Knie des Häftlings gelegt hatte. Im Außenlager Saulgau, in dem es vier Diensthunde zur Bewachung von etwa 400 Häftlingen gab, zogen sich die Hundeführer bei der Ausbildung ihrer Hunde selbst Häftlingskleidung an.
Die Hundeführer hatten innerhalb des Lagerpersonals eine Sonderstellung inne. Organisatorisch waren sie in einer Hundestaffel zusammengefasst, die je nach Größe des Lagers eine Kompanie oder einen eigenen Zug bildete. Auf Grund der Gewöhnung des Hundes an den Hundeführer wurden beide nur zusammen eingesetzt. Die Sonderstellung der Hundeführer ergab sich auch dadurch, dass sie in den Lagern zu keinen anderen Tätigkeiten herangezogen wurden. Nach Angaben von Rudolf Höß war es für den Lagerkommandanten sehr schwer, Hundeführer abzulösen, da die aufwändige Neuausbildung vermieden werden sollte.

## Nachwirkung
Nach der Befreiung schilderten zahlreiche KZ-Häftlinge die Verletzung und Tötung von Gefangenen durch die Hunde des KZ-Personals: Die Flucht eines sowjetischen Häftlings im KZ-Außenlager Wiener Neudorf im November 1943 endete mit dem Tod des Häftlings: „Die Hunde mit Begleitung der SS haben den Häftling buchstäblich zerrissen, so, daß die Eingeweide in allen Richtungen liegen geblieben sind“, so die eidesstattliche Erklärung eines Mitgefangenen. Danilo Veronesi, ein 18-jähriger italienischer Gefangener im KZ Ebensee, wurde nach einem Fluchtversuch gefoltert und geschlagen, ehe der Lagerführer und der Blockführer eine Dogge auf ihn losließen, die den Häftling nach knapp einer Stunde tot biss. Bei der Bergung von Leichen aus einem Massengrab, in dem Häftlinge des Außenlagers Überlingen-Aufkirch beerdigt worden waren, wurden im April 1946 bei 10 der 97 Leichen Hundebisswunden festgestellt. Der Einsatz von Diensthunden ist in Unterlagen zu NS-Prozessen dokumentiert und findet sich in der Erinnerungsliteratur der Häftlinge.